# Île Kosciusko
Pour les articles homonymes, voir Kosciusko.
L'île Kosciusko (en anglais Kosciusko Island)  est l'une des îles de l'archipel Alexandre dans le Sud-Est de l'Alaska (Alaska Panhandle). 
Elle se situe près du coin nord-ouest de l'île du Prince-de-Galles, dont elle séparée par le passage El Capitan. L'île Kosciusko a une superficie de 444,403 km2 pour une population de seulement 52 habitants (au recensement de 2000), la plupart regroupé à Edna Bay.
Elle est nommée d'après Tadeusz Kościuszko, officier polonais qui participa à la guerre d'indépendance américaine. 

## Source
- (en) Cet article est partiellement ou en totalité issu de l’article de Wikipédia en anglais intitulé « Kosciusko Island » (voir la liste des auteurs).